# Gary Kildall
Gary Arlen Kildall (* 19. Mai 1942 in Seattle; † 11. Juli 1994 in Monterey, Kalifornien) war ein US-amerikanischer Informatiker. Er ist bekannt als Entwickler des Betriebssystems CP/M und Gründer der Firma Digital Research.

## Leben und Wirken

### Herkunft und Ausbildung
Gary Kildall wurde 1942 in Seattle im Bundesstaat Washington geboren, wo er auch aufwuchs. Sein Vater, Joseph Kildall, war ein Kapitän norwegischer Herkunft, seine Mutter Emma halb schwedischer Abstammung. Im Jahr 1963 heiratete er Dorothy McEwen (1943–2005); ihr Sohn Scott wurde 1969 geboren und 1971 ihre Tochter Kristin.
Nach seiner Promotion in Informatik an der University of Washington 1972 hatte er im gleichen Jahr ersten Kontakt mit dem gerade aufkeimenden Mikrocomputer-Zeitalter, während er an der Naval Postgraduate School in Monterey als Informatik-Lehrer arbeitete. In dieser Zeit entwickelte er auch die Grundlagen der Datenflussanalyse.

### Berufliche Laufbahn
1973 begann Kildall mit der Programmierung einer Laufzeitumgebung für die Programmiersprache PL/I (Programming Language One). Anfang der 1970er Jahre entstand mit der Erfindung der Diskette ein neues, preiswertes Speichermedium für Minicomputer. Um es aber auch an Mikrocomputern betreiben zu können, bedurfte es eines geeigneten Betriebssystems, das Kildall 1974 fertigstellte und CP/M nannte. Am Ende des Jahres 1975 gründete er Digital Research; die Naval Postgraduate School verließ er 1976. 1977 lizenzierte Kildall CP/M für 25.000 Dollar an IMSAI und legte damit den Grundstein für den steilen wirtschaftlichen Aufstieg von Digital Research. 1981 beschäftigte Digital Research 75 Mitarbeiter bei einem Jahresumsatz von sechs Millionen Dollar. Im gleichen Jahr kündigte IBM seine Pläne für den IBM PC an. Auf der Suche nach einem Betriebssystem wandte sich IBM 1980 auch an Digital Research. Angeblich soll Bill Gates, ein Mitbegründer von Microsoft, persönlich IBM an Digital Research verwiesen haben. Schlussendlich vertrieb IBM den PC sowohl mit dem von Microsoft erworbenen und für den x86-Prozessor 8088 (eine schwächere Version des 8086) des IBM PC entwickelten Betriebssystems 86-DOS als auch wunschweise mit CP/M. 86-DOS wurde von IBM als PC DOS vermarktet. Allerdings bot IBM PC DOS, das von Microsoft selbst MS-DOS genannt wurde, zu einem Siebtel des Preises von CP/M an. Da CP/M und 86-DOS/PC DOS/MS-DOS einen sehr ähnlichen Funktionsumfang hatten, entschied sich ein Großteil der Kunden für PC DOS/MS-DOS. Digital Research geriet durch den Erfolg von MS-DOS stark unter Druck. Auch innerhalb des Unternehmens gab es Probleme, nicht zuletzt weil Kildall und seine Frau sich 1983 getrennt hatten, jedoch beide im Unternehmen verblieben. Später kam es zur Scheidung. Kildall war der festen Überzeugung, dass MS-DOS – und damit 86-DOS und PC DOS – seine Urheberrechte an CP/M verletze, und in der Tat wurden zu einem späteren Zeitpunkt Copyrightverletzungen gerichtlich festgestellt.
Kildall war Co-Moderator der von 1983 bis 2002 produzierten US-amerikanischen Fernsehserie Computer Chronicles mit Themen rund um die Unterhaltungselektronik, in der er in 15 Episoden zwischen 1983 und 1989 zu sehen ist.
1991 verkaufte Kildall Digital Research an Novell und zog nach West Lake Hills, einen Vorort von Austin, Texas. Hier gründete er das Unternehmen Prometheus Light and Sound und engagierte sich für AIDS-infizierte Kinder und Jugendliche.
Obwohl er durch den Verkauf von Digital Research an Novell zu einem sehr wohlhabenden Mann geworden war, brachte dies Kildall wenig Glück. Freunde berichteten, dass die Tatsache, dass Leute wie Bill Gates und Steve Jobs angesichts des Siegeszugs des Personal Computers als Pioniere gefeiert wurden, während er zusehends in Vergessenheit geriet, ihn tief kränkte – obwohl er dies niemals öffentlich gemacht hat. Zudem zerbrach auch seine zweite Ehe.
Kurz vor seinem Tod schrieb Kildall noch seine bis heute unveröffentlichten Memoiren, die in dem 2004 erschienenen Buch They Made America von Harold Evans in ein Kapitel über Kildall einflossen. Auch arbeitete er an einem Manuskript für ein Buch mit dem Titel Computer Connections: People, Places, and Events in the Evolution of the Personal Computer Industry.
Kildall starb am 11. Juli 1994 im Alter von 52 Jahren an inneren Blutungen nach einer Kopfverletzung, die er sich am 8. Juli 1994 in Monterey, Kalifornien zugezogen hatte.
Nach seinem Tod wurde ihm für seinen Beitrag für die Computerindustrie mit dem Gary Kildall Special von 1995 eine eigene Episode der Computer Chronicles gewidmet.